# Svájc az 1968. évi téli olimpiai játékokon
Svájc a franciaországi Grenoble-ban megrendezett 1968. évi téli olimpiai játékok egyik részt vevő nemzete volt. Az országot az olimpián 7 sportágban 34 sportoló képviselte, akik összesen 6 érmet szereztek.

## Érmesek
| Érem  | Versenyző                                          | Sportág          | Versenyszám            |
| ----- | -------------------------------------------------- | ---------------- | ---------------------- |
| Ezüst | Willy Favre                                        | Alpesisí         | Férfi óriás-műlesiklás |
| Ezüst | Alois Kälin                                        | Északi összetett | Egyéni                 |
| Bronz | Jean-Daniel Dätwyler                               | Alpesisí         | Férfi lesiklás         |
| Bronz | Fernande Bochatay                                  | Alpesisí         | Női óriás-műlesiklás   |
| Bronz | Jean Wicki Hans Candrian Willi Hofmann Walter Graf | Bob              | Férfi négyes           |
| Bronz | Josef Haas                                         | Sífutás          | Férfi 50 km            |

## Alpesisí
Férfi
| Versenyző            | Versenyszám      | Selejtező | Selejtező | Selejtező | Selejtező | Döntő    | Döntő    | Döntő    | Döntő    | Döntő      | Döntő      |
| Versenyző            | Versenyszám      | 1. futam  | 1. futam  | 2. futam  | 2. futam  | 1. futam | 1. futam | 2. futam | 2. futam | Összesítés | Összesítés |
| Versenyző            | Versenyszám      | Idő       | Hely.     | Idő       | Hely.     | Idő      | Hely.    | Idő      | Hely.    | Idő        | Helyezés   |
| -------------------- | ---------------- | --------- | --------- | --------- | --------- | -------- | -------- | -------- | -------- | ---------- | ---------- |
| Edy Bruggmann        | Lesiklás         |           |           |           |           |          |          |          |          | 2:02,36    | 10.        |
| Edy Bruggmann        | Óriás-műlesiklás |           |           |           |           | 1:46,00  | 10.      | 1:48,91  | 11.      | 3:34,91    | 12.        |
| Jean-Daniel Dätwyler | Lesiklás         |           |           |           |           |          |          |          |          | 2:00,32    |            |
| Willy Favre          | Műlesiklás       | 53,65     | 1.        |           |           | kizárták | kizárták | kiesett  | kiesett  | kiesett    | kiesett    |
| Willy Favre          | Óriás-műlesiklás |           |           |           |           | 1:43,94  | 2.       | 1:47,56  | 7.       | 3:31,50    |            |
| Peter Frei           | Műlesiklás       | 55,66     | 2.        |           |           | 50,04    | 12.      | 51,94    | 15.      | 1:41,98    | 10.        |
| Dumeng Giovanoli     | Lesiklás         |           |           |           |           |          |          |          |          | 2:02,98    | 16.        |
| Dumeng Giovanoli     | Műlesiklás       | 51,14     | 1.        |           |           | 49,89    | 6.**     | 50,33    | 3.       | 1:40,22    | 4.         |
| Dumeng Giovanoli     | Óriás-műlesiklás |           |           |           |           | 1:46,13  | 11.      | 1:47,42  | 6.       | 3:33,55    | 7.         |
| Stefan Kälin         | Óriás-műlesiklás |           |           |           |           | 1:48,98  | 29.*     | 1:51,44  | 31.      | 3:40,42    | 28.        |
| Jos Minsch           | Lesiklás         |           |           |           |           |          |          |          |          | 2:02,76    | 14.        |
| Andreas Sprecher     | Műlesiklás       | 54,78     | 3.        | 52,99     | 1.        | 51,91    | 24.      | kizárták | kizárták | kiesett    | kiesett    |

Női
| Versenyző          | Versenyszám      | 1. futam | 1. futam | 2. futam | 2. futam | Összesítés    | Összesítés    |
| Versenyző          | Versenyszám      | Idő      | Hely.    | Idő      | Hely.    | Idő           | Helyezés      |
| ------------------ | ---------------- | -------- | -------- | -------- | -------- | ------------- | ------------- |
| Fernande Bochatay  | Lesiklás         |          |          |          |          | 1:42,87       | 7.            |
| Fernande Bochatay  | Műlesiklás       | kizárták | kizárták | kiesett  | kiesett  | kiesett       | kiesett       |
| Fernande Bochatay  | Óriás-műlesiklás |          |          |          |          | 1:54,74       |               |
| Vreni Inäbnit      | Lesiklás         |          |          |          |          | 1:45,16       | 18.           |
| Vreni Inäbnit      | Műlesiklás       | 45,45    | 21.      | 49,73    | 16.*     | 1:35,18       | 17.           |
| Vreni Inäbnit      | Óriás-műlesiklás |          |          |          |          | 1:58,50       | 19.           |
| Madeleine Wuilloud | Lesiklás         |          |          |          |          | 1:44,49       | 16.           |
| Madeleine Wuilloud | Műlesiklás       | 44,86    | 19.      | 48,41    | 12.      | 1:33,27       | 13.           |
| Madeleine Wuilloud | Óriás-műlesiklás |          |          |          |          | nem ért célba | nem ért célba |
| Annerösli Zryd     | Lesiklás         |          |          |          |          | 1:43,76       | 11.           |
| Annerösli Zryd     | Műlesiklás       | 42,97    | 11.      | 48,44    | 13.      | 1:31,41       | 11.           |
| Annerösli Zryd     | Óriás-műlesiklás |          |          |          |          | 1:57,60       | 13.           |

* - egy másik versenyzővel azonos eredményt ért el

** - két másik versenyzővel azonos eredményt ért el

## Bob
| Versenyző                                                     | Versenyszám | 1. futam | 1. futam | 2. futam | 2. futam | 3. futam | 3. futam | 4. futam | 4. futam | Összesítés | Összesítés |
| Versenyző                                                     | Versenyszám | Idő      | Hely.    | Idő      | Hely.    | Idő      | Hely.    | Idő      | Hely.    | Idő        | Helyezés   |
| ------------------------------------------------------------- | ----------- | -------- | -------- | -------- | -------- | -------- | -------- | -------- | -------- | ---------- | ---------- |
| Jean Wicki Hans Candrian                                      | Kettes      | 1:10,60  | 4.       | 1:11,72  | 7.       | 1:12,01  | 10.      | 1:12,65  | 13.      | 4:46,98    | 9.         |
| René Stadler Max Forster                                      | Kettes      | 1:11,60  | 10.      | 1:12,74  | 15.      | 1:12,36  | 12.      | 1:12,46  | 11.      | 4:49,16    | 10.        |
| Jean Wicki Hans Candrian Willi Hofmann Walter Graf            | Négyes      | 1:10,65  | 7.*      | 1:07,39  | 1.       |          |          |          |          | 2:18,04    |            |
| René Stadler Hansruedi Müller Robert Zimmermann Ernst Schmidt | Négyes      | 1:11,02  | 10.      | 1:08,81  | 13.      |          |          |          |          | 2:19,83    | 12.        |

* - egy másik csapattal azonos eredményt ért el

## Északi összetett
| Versenyző   | Síugrás  | Síugrás  | Síugrás  | Síugrás  | Síugrás  | Síugrás  | Síugrás | Síugrás | Sífutás | Sífutás | Sífutás | Összesítés | Összesítés |
| Versenyző   | 1. ugrás | 1. ugrás | 2. ugrás | 2. ugrás | 3. ugrás | 3. ugrás | Össz.   | Össz.   | Sífutás | Sífutás | Sífutás | Összesítés | Összesítés |
| Versenyző   | Távolság | Pont     | Távolság | Pont     | Távolság | Pont     | Pont    | Hely.   | Idő     | Pont    | Hely.   | Pont       | Helyezés   |
| ----------- | -------- | -------- | -------- | -------- | -------- | -------- | ------- | ------- | ------- | ------- | ------- | ---------- | ---------- |
| Alois Kälin | 61,0     | (73,1)   | 71,0     | 97,8     | 69,5     | 95,4     | 193,2   | 24.     | 47:21,5 | 254,79  | 1.      | 447,99     |            |

## Gyorskorcsolya
Férfi
| Versenyző        | Versenyszám | Eredmény | Helyezés |
| ---------------- | ----------- | -------- | -------- |
| Franz Krienbühl  | 1500 m      | 2:16,3   | 48.      |
| Franz Krienbühl  | 5000 m      | 8:08,9   | 34.      |
| Ruedi Uster      | 500 m       | 43,6     | 43.      |
| Ruedi Uster      | 5000 m      | 8:12,2   | 35.      |
| Hansruedi Widmer | 500 m       | 43,7     | 44.      |
| Hansruedi Widmer | 1500 m      | 2:16,1   | 47.      |

## Műkorcsolya
| Versenyző        | Versenyszám | Kötelező elemek   | Kötelező elemek | Kűr               | Kűr   | Összesítés                     | Összesítés                     | Összesítés                     | Összesítés                     | Összesítés                     | Összesítés                     | Összesítés                     | Összesítés                     | Összesítés                     | Összesítés        | Összesítés        | Összesítés  | Összesítés | Összesítés |
| Versenyző        | Versenyszám | Kötelező elemek   | Kötelező elemek | Kűr               | Kűr   | Helyezési pontszámok bírónként | Helyezési pontszámok bírónként | Helyezési pontszámok bírónként | Helyezési pontszámok bírónként | Helyezési pontszámok bírónként | Helyezési pontszámok bírónként | Helyezési pontszámok bírónként | Helyezési pontszámok bírónként | Helyezési pontszámok bírónként | Több. hely. száma | Több. hely. össz. | Hely. össz. | Pont       | Helyezés   |
| Versenyző        | Versenyszám | Több. hely. száma | Hely.           | Több. hely. száma | Hely. | 1                              | 2                              | 3                              | 4                              | 5                              | 6                              | 7                              | 8                              | 9                              | Több. hely. száma | Több. hely. össz. | Hely. össz. | Pont       | Helyezés   |
| ---------------- | ----------- | ----------------- | --------------- | ----------------- | ----- | ------------------------------ | ------------------------------ | ------------------------------ | ------------------------------ | ------------------------------ | ------------------------------ | ------------------------------ | ------------------------------ | ------------------------------ | ----------------- | ----------------- | ----------- | ---------- | ---------- |
| Charlotte Walter | Női egyéni  | 5×22+             | 21.             | 6×26+             | 26.   | 18,0                           | 23,0                           | 24,0                           | 22,0                           | 25,0                           | 26,0                           | 20,0                           | 22,0                           | 22,5                           | 6×23+             | 127,5             | 202,5       | 1571,5     | 22.        |

## Sífutás
Férfi
| Versenyző                                           | Versenyszám     | Eredmény      | Helyezés      |
| --------------------------------------------------- | --------------- | ------------- | ------------- |
| Albert Giger                                        | 15 km           | 51:26,6       | 30.           |
| Josef Haas                                          | 15 km           | 50:34,8       | 18.           |
| Josef Haas                                          | 50 km           | 2:29:14,8     |               |
| Konrad Hischier                                     | 15 km           | 52:06,4       | 35.           |
| Konrad Hischier                                     | 30 km           | 1:42:26,1     | 30.           |
| Alois Kälin                                         | 50 km           | 2:36:40,8     | 23.           |
| Franz Kälin                                         | 50 km           | 2:44:29,7     | 37.           |
| Forian Koch                                         | 15 km           | 50:37,2       | 19.           |
| Forian Koch                                         | 30 km           | 1:43:06,9     | 32.           |
| Denis Mast                                          | 30 km           | 1:41:58,8     | 28.           |
| Denis Mast                                          | 50 km           | nem ért célba | nem ért célba |
| Fritz Stuessi                                       | 30 km           | 1:43:57,8     | 35.           |
| Konrad Hischier Josef Haas Florian Koch Alois Kälin | 4 × 10 km váltó | 2:15:32,4     | 5.            |

## Síugrás
| Versenyző     | Versenyszám | 1. ugrás | 1. ugrás | 1. ugrás | 2. ugrás | 2. ugrás | 2. ugrás | Összesítés | Összesítés |
| Versenyző     | Versenyszám | Távolság | Pont     | Hely.    | Távolság | Pont     | Hely.    | Pont       | Helyezés   |
| ------------- | ----------- | -------- | -------- | -------- | -------- | -------- | -------- | ---------- | ---------- |
| Josef Zehnder | Normálsánc  | 73,5     | 65,4     | 57.      | 67,5     | 88,8~    | 40.*     | 154,2      | 52.        |
| Josef Zehnder | Nagysánc    | 84,0     | 81,5     | 46.      | 79,5     | 71,7     | 50.      | 153,2      | 47.        |

* - egy másik versenyzővel azonos eredményt ért el

~ - az ugrás során elesett